# 32nd Infantry Division (United States Army)
La 32nd Infantry Division (32ª Divisione di fanteria) era una divisione di fanteria dell'Army National Guard di Wisconsin e Michigan e dell'esercito degli Stati Uniti che ha partecipato alla Prima ed alla seconda guerra mondiale.
Può far risalire la sua storia alla 11th National Guard Infantry Division, un'unità della guardia nazionale del Michigan e Ohio formata nel 1914, nel maggio 1917 venne riorganizzata per includere uomini provenienti da Michigan e Wisconsin. Nel luglio dello 1917 fu ridisegnata 32nd Division ed in agosto fu chiamata nel servizio federale per partecipare alla Prima guerra mondiale iniziando l'addestramento a Camp MacArthur in Texas, tornata negli Stati Uniti nel maggio 1919 venne disattivata a Camp Custer in Michigan.
Nel 1921 venne riattivata come parte della Riserva della Guardia Nazionale, il 15 ottobre 1940 fu richiamata in servizio federale durante la mobilitazione precedente all'entrata in guerra degli Stati Uniti nella Seconda guerra mondiale, venendo organizzata a Camp Livingston in Louisiana. Dopo aver partecipato ad alcune operazioni nell teatro del Pacifico venne smobilitata il 28 febbraio 1946 tornando a far parte della riserva.
Nell'ottobre 1961, durante la crisi di Berlino del 1961, e questa volta con soldati provenienti solo dal Wisconsin, fu nuovamente chiamata nel servizio federale con base a Fort Polk in Louisiana fino a metà agosto 1962.
Nel 1967 venne disattivata e parzialmente riorganizzata come 32nd Infantry Brigade che ne porta ancora avanti il lignaggio.